# Jurinea ciscaucasica
Jurinea ciscaucasica là một loài thực vật có hoa trong họ Cúc. Loài này được (Sosn.) Iljin mô tả khoa học đầu tiên năm 1962.